# Gouvernement de Flensbourg
Pour les articles homonymes, voir Reich allemand.
2 mai 1945 – 23 mai 1945
Entités précédentes :
- Reich allemand

Entités suivantes :
- Occupation alliée

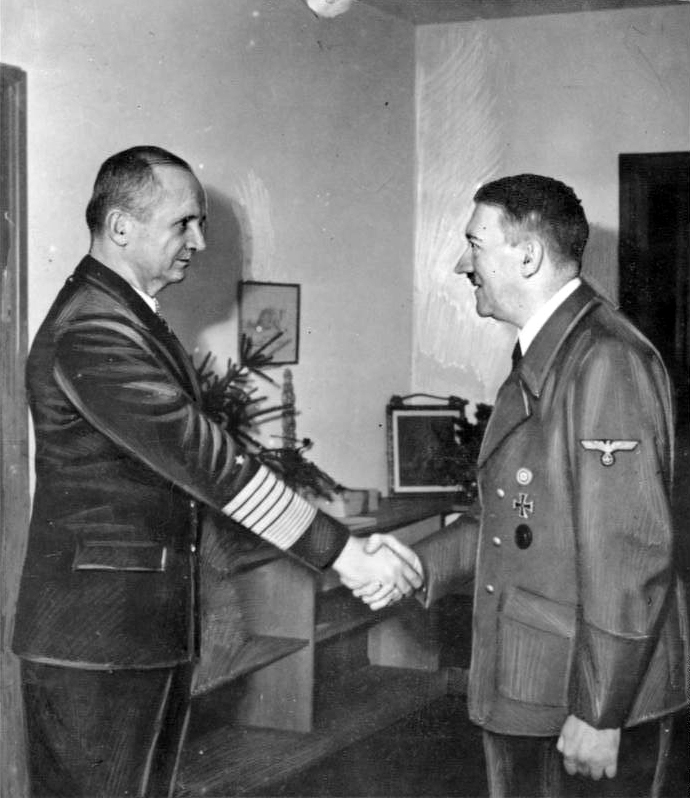
Adolf Hitler et le Grossadmiral Karl Dönitz se serrent la main dans le Führerbunker en 1945 ; par testament, le Führer remet à l’amiral les pouvoirs de président du Reich.

Le gouvernement provisoire du Reich (Geschäftsführende Reichsregierung), appelé aussi gouvernement de Flensbourg, est une administration éphémère qui tenta de gouverner l’Allemagne du 2 au 23 mai 1945, après le suicide d’Adolf Hitler et de Joseph Goebbels.
Le Grossadmiral Karl Dönitz, successeur désigné de Hitler, devient président du Reich ; Joseph Goebbels est alors chancelier du Reich (cabinet Goebbels) puis, après son suicide, c’est Lutz Schwerin von Krosigk qui est désigné à ce poste, avec le titre de « chef du gouvernement provisoire du Reich ». Cette administration doit son surnom à la ville de Flensbourg, proche de la frontière avec le Danemark, où se trouvait alors le quartier général de Dönitz. En raison de l’avance des armées alliées, le territoire que contrôlait ce gouvernement était limité aux positions de la Wehrmacht durant cette période, au Schleswig-Holstein, en Hollande, en Norvège, en Courlande, en Bohême, dans l’Ouest de l’Autriche et dans les massifs alpins au sud et à l’est de la Suisse. Ce gouvernement provisoire du Reich tente vainement de conclure une paix séparée avec les Alliés occidentaux.

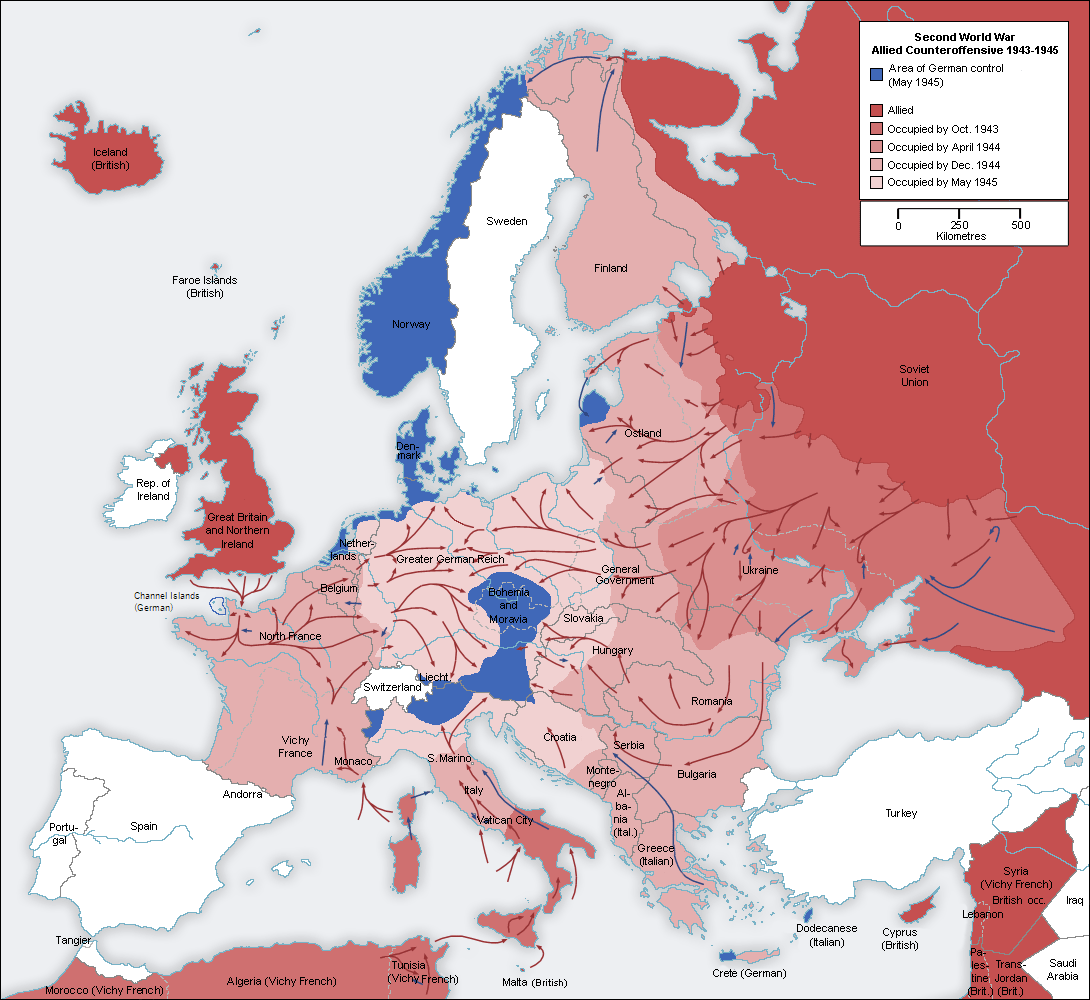
En bleu, les territoires sous contrôle allemand fin mai 1945.

## Contexte
Le 23 avril 1945, après réception d'un télégramme en forme d’ultimatum du ministre de l'Aviation, Hermann Göring, réfugié en Bavière, Adolf Hitler condamne ce dernier et Heinrich Himmler comme traîtres et les exclut tous deux du parti nazi. Göring se trouve à Berchtesgaden et Himmler auprès de Dönitz, mais sans que ce dernier soit informé de la condamnation par le Führer.
En avril, Himmler envisage un après-Hitler. Il s’entretient à ce sujet avec Lutz Schwerin von Krosigk, alors ministre des Finances, et il reçoit le soutien du responsable des services de contre-espionnage, Walter Schellenberg et du ministre du Travail, Franz Seldte, pour négocier au nom de l'Allemagne nazie avec les Alliés occidentaux un avenir politique après la défaite, tout en continuant de résister à l’offensive soviétique. Le vice-président de la Croix-Rouge suédoise, le comte Folke Bernadotte, s’entremet entre Himmler, la Grande-Bretagne et les États-Unis. L’offre allemande d’armistice est transmise au Premier ministre britannique, Winston Churchill, au président américain, Harry S. Truman, et au commandant des troupes alliées, Dwight D. Eisenhower, qu'Himmler souhaite rencontrer. Contre l’avis de Bernadotte, qu’il rencontre le 21 avril 1945 près de Berlin, Himmler compte obtenir un poste dans le futur gouvernement de transition. Mais dès le 22 avril 1945, Harry S. Truman déclare exclure toute paix séparée avec l’Allemagne.
Le 30 avril, Hitler se suicide dans le Führerbunker (le bunker de la nouvelle chancellerie de Berlin). Dans son testament politique, Hitler sépare à nouveau les fonctions de chef d'État de celles de chef du gouvernement, qu’il avait fait réunir à son profit en 1934. Il y désigne le Großadmiral Dönitz comme président du Reich (Reichspräsident), et le ministre de la Propagande, Joseph Goebbels, comme chancelier du Reich (Reichskanzler). Cependant, ce dernier se suicide un jour après Hitler, le 1er mai.

### Cadre juridique du gouvernement du Reich après le suicide de Hitler
Le régime nazi mis en place en 1933-1934 ne disparaît pas avec le suicide de Hitler : Dönitz se voit investi de fait des pleins pouvoirs à la réception du télégramme de Bormann lui annonçant que le testament de Hitler était entré en vigueur, le 1er mai dans la matinée. Nommé président du Reich par testament, Dönitz doit cependant compter avec le mépris des SS qui ne s'estiment pas liés à lui par serment, de même que certains commandants d'unités comme Felix Steiner.
Le régime continue de fonctionner comme dans les semaines précédentes : le NSDAP reste le parti unique d’un Reich en déconfiture, les « défaitistes » sont toujours condamnés à mort par les cours martiales volantes instituées en 1944, et exécutés, tandis que l’objectif de Dönitz et de son administration semble de perpétuer le Reich dans sa forme de 1933-1934. Les organes de commandement du Reich continuent d’émettre des ordres, de remettre des décorations et d’encourager le port de ces dernières.

### Création et initiatives du gouvernement

Le 23 mai 1945, trois membres du gouvernement de Flensbourg entourés de soldats britanniques qui viennent de les arrêter. De gauche à droite : à l'arrière en manteau de cuir et casquette, le Generaloberst Jodl (chef des opérations de la Wehrmacht) ; à ses côtés en imperméable civil, Albert Speer (ministre de l'Économie) ; devant en manteau et casquette, le Großadmiral Dönitz (président du Reich).

Le 1er mai 1945, Dönitz devient le seul responsable « légal » du Reich en apprenant le suicide de Goebbels. Il demande aussitôt à Lutz Schwerin von Krosigk d’endosser la charge de chancelier du Reich. Dans un premier temps, ce dernier décline l’offre en refusant formellement de prendre le titre de chancelier. Tous deux s’accordent finalement sur la dénomination de « chef du gouvernement provisoire du Reich ». Dans la journée, Dönitz s’entretient aussi avec Himmler, auquel il apprend le suicide de Hitler.
Par delà les querelles de personnes, le nouveau gouvernement ne dispose d’aucun moyen propre à un exercice efficace du pouvoir : la structure de commandement se réduit d’heure en heure, le réseau de renseignement militaire s’effiloche et les résidus de ministères s’occupent surtout de détruire leurs archives.
Le 2 mai 1945, les objectifs de Dönitz sont de — négocier une série de redditions partielles avec les alliés occidentaux, et poursuivre le combat à l’Est, pour ramener le maximum d’unités de la Wehrmacht vers l’Ouest, non pour combattre les Alliés occidentaux, mais pour leur éviter la captivité en Union soviétique —. À cet effet, Dönitz rencontre le maréchal britannique Bernard Montgomery. Le surlendemain, Dönitz donne l’ordre par un radiotélégramme non codé à tous les sous-marins (Unterseeboot) de se rendre aux Alliés ou de rejoindre leur port d’attache dans un délai de 8 jours, sans se saborder. Ignorant les objectifs de Dönitz, craignant un faux-message et peinant à croire que le nouveau chef de l’État puisse prendre une telle décision, en raison de sa carrière passée dans la marine, les commandants demandent confirmation par messages codés. Certains se dirigent alors vers le Royaume-Uni, la Norvège, voire l’Argentine (comme le U-977 du commandant Schäffer), d’autres enfin rentrent dans les ports allemands, où certains se sabordent malgré l’ordre de Dönitz.
Le cabinet Dönitz, qui comprend notamment le Generalfeldmarschall Wilhelm Keitel, le général Alfred Jodl et le ministre Albert Speer, tient sa première réunion à Flensbourg le 5 mai. Heinrich Himmler et Alfred Rosenberg sont tous deux démis de leurs fonctions le lendemain. Certains récits rapportent que ces démissions auraient été imposées en vue de rendre le gouvernement plus acceptable aux yeux des Alliés, d’autres que Himmler et Rosenberg cherchant à prendre l’ascendant dans le nouveau gouvernement.
Au cours de la courte période durant laquelle il est au pouvoir, Dönitz consacre la majeure partie de ses efforts à faire en sorte que la majeure partie des forces allemandes se rendent aux Britanniques ou aux Américains plutôt qu’à l’Armée rouge dont il craint, à juste titre, les représailles. Il pense en outre que l’objectif commun des Alliés occidentaux libéraux et d’une Allemagne non-dénazifiée qui deviendrait leur bouclier, est de faire face au communisme soviétique élargi aux « peuples slaves inférieurs » d’Europe orientale.
À partir du 3 mai, Dönitz tente de mettre en place un certain nombre de mesures symboliques pour rompre avec le national-socialisme le plus extrême : les actions du Werwolf sont jugées par le gouvernement contraires aux lois de la guerre et donc interdites, le salut nazi est interdit dans la Wehrmacht et le portrait de Hitler retiré des bâtiments publics. Le 6 mai, Dönitz ordonne de ne pas mettre en application la politique de la terre brûlée édictée dans les ordonnances du 19 mars.
Les jours suivants, Dönitz constate la désintégration toujours plus avancée de la Wehrmacht et des groupes d’armées qui la composent. Craignant pour leur propre sort et celui des civils allemands, les unités engagées contre l’Armée Rouge ne semblent pas disposées à se rendre, comme l’atteste le télégramme envoyé par le commandant de la poche de Courlande, demandant à Dönitz l’autorisation de changer le statut de son groupe d’armées en corps franc si les collaborateurs lettons proclamaient l’indépendance du pays ; de son côté, le général Lothar Rendulic mène une négociation avec les alliés occidentaux (qui lui opposent une fin de non-recevoir) pour organiser la reddition du groupe d'armées Sud ; face à ce refus, Rendulic capitule unilatéralement le 7 mai.
Le même jour, Dönitz autorise le général Alfred Jodl, chef de l’état-major des opérations des forces armées allemandes, à signer la reddition inconditionnelle des forces allemandes à Reims. La radio allemande de Flensbourg (seul poste émetteur officiel encore en service) diffuse un message du comte Schwerin von Krosigk indiquant que « le Haut Commandement des forces armées a proclamé en ce jour sur ordre du Großadmiral Dönitz, la reddition sans condition de toutes les forces combattantes allemandes ».
Le lendemain, le maréchal Keitel signe la capitulation du Troisième Reich à Berlin.
À l’annonce de la nouvelle, Paul Giesler, alors ministre de l’Intérieur, se suicide en compagnie de son épouse.

## Composition du gouvernement
Il est composé de huit membres se répartissant les douze ministères : Krosigk, outre la présidence du gouvernement, prend également les Affaires étrangères et les Finances sous sa responsabilité. Dönitz, président du Reich, exerce aussi les fonctions de ministre de la Guerre. Alfred Jodl et Wilhelm Keitel en font plus ou moins partie, en tant que représentants de Dönitz dans les négociations avec les Alliés occidentaux du front ouest (Américains, Britanniques et Français) pour Jodl ; avec les Soviétiques sur le front de l'Est pour Keitel.
Rapidement, Dönitz s’affranchit des consignes laissées par Hitler dans son testament : par exemple, il négocie avec Himmler le maintien de ce dernier dans ses fonctions de ministre de l'intérieur, et Himmler n'abandonne aucun des pouvoirs dont il disposait en tant que Reichsführer-SS ; le 6 mai, Himmler est cependant démis de ses fonctions et invité à se tenir à l'écart. Par ailleurs, certaines personnalités choisies par Hitler se sont suicidées (Martin Bormann, Joseph Goebbels), d'autres sont engagées dans des négociations parallèles avec les Alliés (Arthur Seyss-Inquart), d'autres, comme Konstantin von Neurath, pressenti au ministère des Affaires étrangères, sont injoignables. Néanmoins, la continuité caractérise le cabinet Dönitz : en son sein, on compte plusieurs officiers généraux de la SS et un Gauleiter. Herbert Backe, responsable de la famine provoquée dans les territoires occupés d'URSS, Otto Ohlendorf, ancien membre du RSHA et de l'Einsatzgruppe D, comptent parmi les membres de ce gouvernement et Heinrich Himmler est maintenu à son poste de ministre de l'Intérieur jusqu'à son renvoi le 6 mai. Des ministres techniciens, comme Julius Dorpmüller aux Transports, sont confirmés dans leur poste, tandis qu'Albert Speer se voit confier le portefeuille de la Reconstruction.

## Un gouvernement qui souhaite gouverner

### Le maintien du cadre institutionnel mis en place en 1933
D'un strict point de vue juridique, les membres du gouvernement s'accrochent à l'idée de la continuité du Reich, défendue par le nouveau ministre de l'Intérieur, Wilhelm Stuckart, dans un mémorandum insistant sur la permanence juridique entre le Reich tel qu'il a été réorganisé en 1933-1934 et le Reich dans sa forme de mai 1945 : à ses yeux, la capitulation des forces armées ne remet nullement en cause la forme légale de l'État allemand. De plus, certains membres de l'entourage de Dönitz défendent le caractère dictatorial du régime politique mis en place à partir de 1933 : Dönitz lui-même s'oppose à la restauration du jeu politique démocratique tel qu'il existait avant 1933.
Fidèles à l'idée de maintien du Reich, Dönitz et ses ministres s’efforcent de gérer ce qu'il reste de l’Allemagne. Ils communiquent les instructions du gouvernement par le truchement du Reichssender Flensburg, seule station de radio locale encore entre leurs mains. Ces efforts se révèlent infructueux. Albert Speer suggère néanmoins qu’après la capitulation, le gouvernement du Reich replié à Flensbourg doive soit prononcer sa propre dissolution soit démissionner, pour permettre l'émergence de ministres non compromis avec le régime mis en place en 1933. Dönitz et ses ministres choisissent de continuer de faire partie d'un gouvernement privé de pouvoirs réels, dans l’espoir de pouvoir gouverner l’Allemagne d’après-guerre en tant que gouvernement provisoire. Toutefois, les Alliés ne veulent pas moins que la reddition inconditionnelle de l’État allemand, de son gouvernement et de ses forces armées. Une fois l’acte de capitulation formellement signé, ce n’était plus qu’une question de temps avant que les occupants ne tiennent le gouvernement allemand responsable de la Seconde Guerre mondiale. Les tentatives du gouvernement de Flensbourg pour travailler en coopération avec les forces d’occupation sont ignorées tant par le général Dwight D. Eisenhower, commandant suprême des Alliés en Europe de l'Ouest, que par les autorités soviétiques.

### Mode de fonctionnement du gouvernement
Le gouvernement tente de maintenir une activité ministérielle durant sa brève existence. Tous les matins à 10 h, une réunion du cabinet se tient dans une salle de classe réquisitionnée, transformée en salle du conseil des ministres : Dönitz, pourtant logé à 500 mètres du lieu de réunion du gouvernement, s'y rend dans une limousine ayant appartenu à Hitler. Lors de ces conseils des ministres sont abordés tous les sujets de nature à aider l'Allemagne à se relever et sont débattus les problèmes posés par l'absence de ministre des Cultes, l'opportunité de laisser ou non des portraits de Hitler dans les salles de classe ou lors de rencontres avec des représentants des Alliés, ou encore de changer de drapeau. Le 16 mai 1945, Otto Ohlendorf, secrétaire d’État adjoint au ministère de l'Économie, propose à Dönitz de mettre les forces de sécurité au service des alliés occidentaux. Cependant, les moyens de ce gouvernement sont si faibles, que les ministres doivent, par exemple, fournir eux-mêmes aliments et couverts pour les repas pris en commun.

### Les tentatives de collaboration avec les Alliés
Sous une forme ou sous une autre, la coopération avec les Alliés est sérieusement envisagée par les membres du gouvernement : Ribbentrop, pourtant exclu du gouvernement, en trace les contours dans une lettre qui n'a jamais été envoyée à Karl Dönitz, mais dont les termes reprennent le programme politique des ministres nouvellement nommés : le maintien d'une souveraineté allemande sur les régions non occupées du Reich en échange de l'évacuation de la Scandinavie et d'une mutation progressive du régime. Ribbentrop développe également dans ce courrier sa vision de l'avenir de l'Allemagne, selon deux options, avec ou sans le gouvernement organisé autour de Karl Dönitz, ce qui lui semble possible si ce dernier coopère pleinement avec les alliés.
Dans les jours qui suivent la capitulation, deux ministres, Herbert Backe et Julius Dorpmüller, sont envoyés en mission au Quartier Général d'Eisenhower pour amorcer les bases d'une collaboration, prélude à la reconstruction du Reich.
Le 19 mai, Alfred Rosenberg, l'idéologue du Troisième Reich est arrêté par les autorités américaines.

## La fin du gouvernement de Flensbourg
Le 23 mai 1945, un officier de liaison britannique se rend au quartier général de Dönitz et demande à parler à tous les membres du gouvernement. Il lit alors un ordre émanant du général Eisenhower qui prononce la dissolution du dernier gouvernement du Reich et, conformément à cet ordre, procède à l’arrestation de tous les membres de ce gouvernement.
La dissolution du gouvernement de Flensbourg met un point final à l'existence du Reich, ainsi qu'aux derniers espoirs de certains dignitaires du régime nazi qui espéraient jusque-là pouvoir collaborer avec les alliés occidentaux. L'Allemagne (et l'Autriche) sont alors placées sous le régime de l'occupation militaire quadripartite ; à leur tête est mis en place un Conseil de contrôle allié le 5 juin 1945 qui assure les fonctions gouvernementales.

## Le destin de ses anciens membres

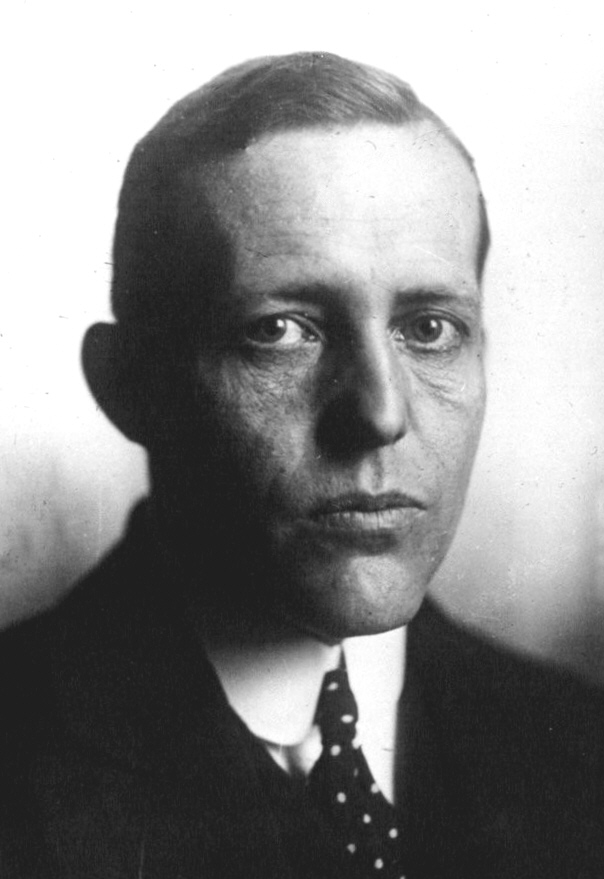
Ludwig Schwerin von Krosigk.

À la suite de ces arrestations, plusieurs anciens ministres nazis se suicident : la plupart se sont rendus coupables de crimes de guerre et de crimes contre l'humanité et savent qu'ils vont être poursuivis. Ainsi, le 23 mai, Himmler se suicide en avalant une capsule de cyanure, tout comme l'amiral Hans-Georg von Friedeburg, dernier commandant en chef de la Kriegsmarine.
De tous les membres du gouvernement de Flensbourg, seul Julius Dorpmüller n'est pas inquiété pour ses activités politiques antérieures. Les autorités d'occupation lui proposent même de jouer un rôle dans la future restructuration des transports allemands, mais il meurt quelques semaines après son arrestation.
Les autres sont appelés à répondre de leurs actes devant les tribunaux (soit au procès de Nuremberg, soit au procès des Ministères), mais trois d'entre eux meurent avant de comparaître : Herbert Backe et Otto Georg Thierack se suicident, tandis que Franz Seldte succombe dans un hôpital militaire américain.
Des six survivants, seuls Alfred Jodl et Wilhelm Keitel sont condamnés à mort et à ce titre, exécutés par pendaison. Karl Dönitz est condamné à une peine d'emprisonnement de dix ans, peine purgée à la prison de Spandau, tandis que Albert Speer est condamné à vingt années de réclusion. Lutz Schwerin von Krosigk va être interné durant six ans, alors que Wilhelm Stuckart ne va l'être que pendant quatre années.

## Chronologie
- 30 avril : suicide d'Hitler dans son bunker.
- 1er mai : suicide de son successeur, Joseph Goebbels, Karl Dönitz investi de fait ;
- 1er et 2 mai : série de redditions allemandes dans Berlin ;
- 2 mai : Dönitz fixe ses objectifs, combattre encore à l’Est mais négocier des redditions avec les occidentaux[7] ;
- 2 mai : formation du gouvernement de Flensbourg, la mort d'Hitler annoncée ;
- 3 mai : le portrait d'Hitler retiré des bâtiments publics ;
- 3 mai : tous les journaux français titrent sur la mort d'Hitler[21] ;
- 3 mai : le salut nazi interdit dans la Wehrmacht ;
- 3 mai : les gardes du camp de Mathausen fuient ;
- 3 mai : interdiction des actions du Werwolf, contraires aux lois de la guerre ;
- 4 mai : ordre à tous les sous-marins de se rendre ;
- 4 mai : Hans-Georg von Friedeburg signe une première capitulation, des armées de Hollande, Danemark et Allemagne du Nord-Ouest ;
- 4 mai : les gardes de Mathausen remplacés par d'ex-policiers évacués de Vienne ;
- 5 mai : Hans-Georg von Friedeburg amène à Reims  Fritz Poleck et Alfred Jodl ;
- 5 mai : libération du camp de Mathausen par 11e DB US ;
- 5 mai : Himmler et Rosenberg démis de leurs fonctions ;
- 6 mai : Dönitz ordonne de renoncer à la politique de la terre brûlée des ordonnances du 19 mars[12] ;
- 7 mai : la capitulation signée à 2 heures du matin ;
- 8 mai : la capitulation entre en vigueur ;
- 9 mai : seconde capitulation signée avec les soviétiques.